# Líderes en rebotes de la NBA

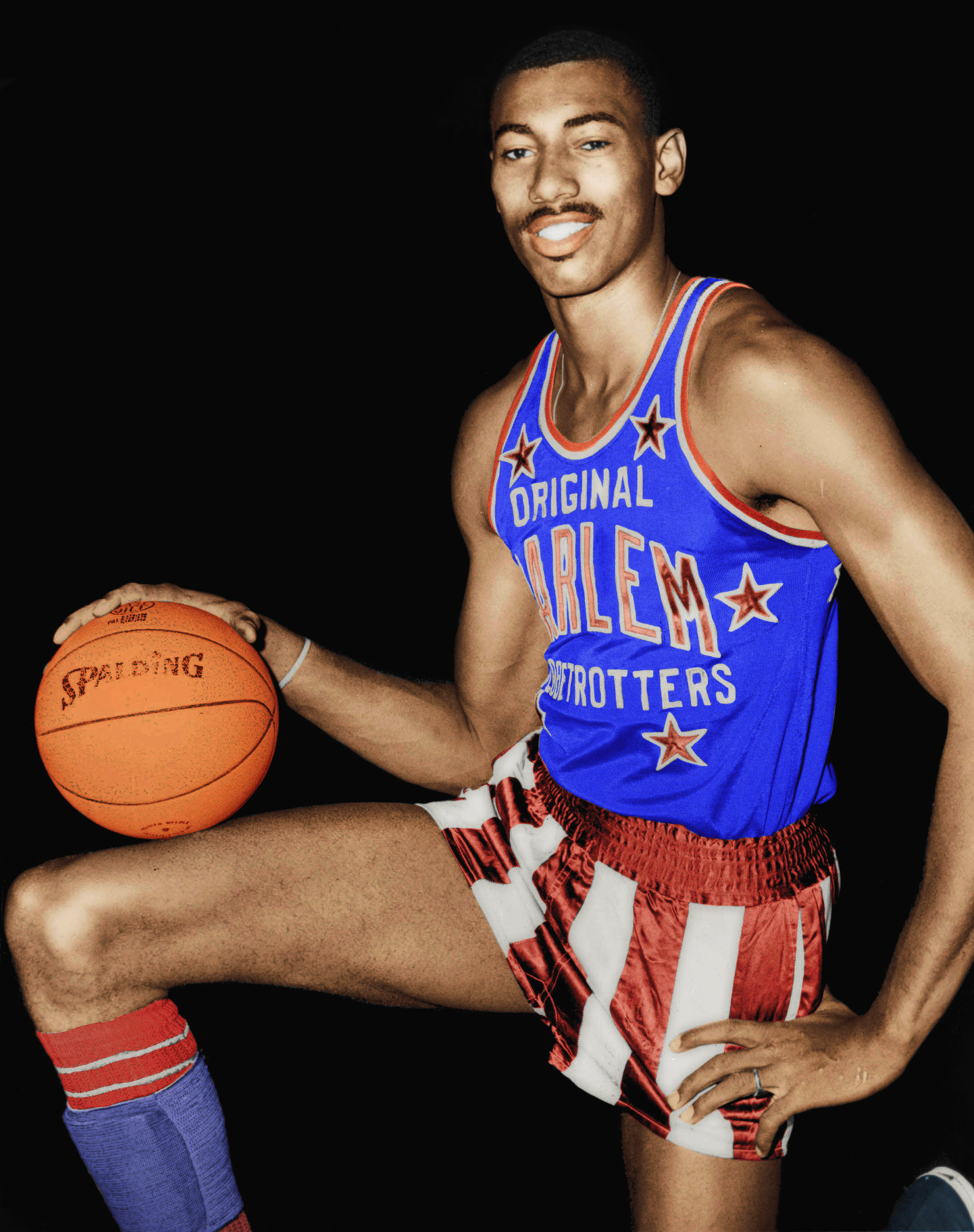
Wilt Chamberlain ganó 11 títulos de rebotes en su carrera.

En el baloncesto, un rebote es el acto de obtener la posesión de la pelota después de un tiro de campo o tiro libre errado. Un rebote en ataque se produce cuando un jugador recupera el balón en intento de lanzamiento al aro de un compañero o el mismo, mientras que un rebote en defensa se produce cuando un jugador recupera el balón perdido en intento de lanzamiento al aro de un oponente. La National Basketball Association (Asociación Nacional de Baloncesto) (NBA) le concede el título de rebote al jugador con el mayor promedio de rebotes por partido en una temporada determinada. Se reconoció por primera vez en la temporada 1950-51, cuando las estadísticas de rebotes se compilaron por primera vez en la Basketball Association of America (Asociación de Baloncesto de América) (BAA), predecesor de la NBA. Los jugadores que ganaron el rebote títulos antes de la temporada 1973-74 no registraron ningún rebotes ofensivos o defensivos, porque las estadísticas sobre los mismos no fueron registrados antes de esa temporada. Para calificar para el título de rebote, un jugador debe aparecer en al menos 70 juegos (de 82), o al menos 800 rebotes. Este ha sido el criterio de entrada desde la temporada 1974-75. El título de rebotes fue determinado originalmente por total de rebotes de la temporada 1968-69, después de lo cual rebotes por partido se utilizó para determinar el líder en su lugar.
Wilt Chamberlain tiene el récord de todos los tiempos de rebotes totales (2,149) y rebotes por partido (27.2) en una temporada; ambos registros fueron realizados en la temporada 1960-61. Él también tiene el récord de novatos de rebotes totales, con 1,941 en la temporada 1959-60. Entre los jugadores activos, Dwight Howard tiene el total más alto de rebotes en una temporada (1,161 en la temporada 2007-08) y Kevin Love tiene el promedio más alto de rebotes en una temporada (15.23 en la temporada 2010-11). Con 22 años y 130 días, Howard es el líder de rebotes más joven en la historia de la NBA (logrado en la temporada 2007-08), mientras que Dennis Rodman es el jugador más viejo con 36 años y 341 días (lo logró en la temporada 1997-98).
Chamberlain es el jugador con más títulos de rebotes en su carrera, con 11. Dennis Rodman ha ganado un récord de siete títulos de rebotes consecutivos. Moses Malone ha ganado seis títulos de rebotes. Dwight Howard ha ganado cinco títulos de rebotes. Kevin Garnett y Bill Russell han ganado cuatro títulos de rebotes cada uno. Elvin Hayes, Dikembe Mutombo, Hakeem Olajuwon, Ben Wallace, DeAndre Jordan y Andre Drummond son los únicos jugadores que han ganado el título en más de una ocasión. Cinco jugadores han ganado el título de rebote y el campeonato de la NBA en la misma temporada: Mikan en 1953 con los Minneapolis Lakers; Russell en 1959, 1964 y 1965 con los Boston Celtics; Chamberlain en 1967 y 1972 con los Philadelphia 76ers y Los Angeles Lakers; Malone en 1983 con los Philadelphia 76ers; y Rodman en 1996, 1997 y 1998 con los Chicago Bulls.

## Leyenda
|             |              | Jugador activo en la NBA                                     |                                                              |                                                              |                                                              |                                                              |
|             |              | Jugador miembro del Basketball Hall of Fame                  |                                                              |                                                              |                                                              |                                                              |
| Jugador (#) | Jugador (#)  | Indica el número de veces que el jugador ha ganado el título | Indica el número de veces que el jugador ha ganado el título | Indica el número de veces que el jugador ha ganado el título | Indica el número de veces que el jugador ha ganado el título | Indica el número de veces que el jugador ha ganado el título |
| Pos.        | Posición(es) | Posición(es)                                                 | B                                                            | Base                                                         | E                                                            | Escolta                                                      |
| A           | Alero        | Alero                                                        | AP                                                           | Ala-pívot                                                    | P                                                            | Pívot                                                        |

## Líderes en rebotes
| Temporada | Jugador               | Pos. | Equipo                              | Partidos jugados | Rebotes ofensivos | Rebotes defensivos | Rebotes totales | Rebotes por partido |
| --------- | --------------------- | ---- | ----------------------------------- | ---------------- | ----------------- | ------------------ | --------------- | ------------------- |
| 1950-51   | Dolph Schayes         | AP/P | Syracuse Nationals                  | 66               | —                 | —                  | 1.080           | 16,36               |
| 1951-52   | Larry Foust           | P    | Fort Wayne Pistons                  | 66               | —                 | —                  | 880             | 13,33               |
| 1951-52   | Mel Hutchins          | P    | Milwaukee Hawks                     | 66               | —                 | —                  | 880             | 13,33               |
| 1952-53   | George Mikan          | P    | Minneapolis Lakers                  | 70               | —                 | —                  | 1.007           | 14,39               |
| 1953-54   | Harry Gallatin        | AP/P | New York Knicks                     | 72               | —                 | —                  | 1.098           | 15,25               |
| 1954-55   | Neil Johnston         | P    | Philadelphia Warriors               | 72               | —                 | —                  | 1.085           | 15,07               |
| 1955-56   | Bob Pettit            | P    | St. Louis Hawks                     | 72               | —                 | —                  | 1.164           | 16,17               |
| 1956-57   | Maurice Stokes        | AP   | Rochester Royals                    | 72               | —                 | —                  | 1.256           | 17,44               |
| 1957-58   | Bill Russell (1)      | P    | Boston Celtics                      | 69               | —                 | —                  | 1.564           | 22,67               |
| 1958-59   | Bill Russell (2)      | P    | Boston Celtics                      | 70               | —                 | —                  | 1.612           | 23,03               |
| 1959-60   | Wilt Chamberlain (1)  | P    | Philadelphia Warriors               | 72               | —                 | —                  | 1.941           | 26,96               |
| 1960-61   | Wilt Chamberlain (2)  | P    | Philadelphia Warriors               | 79               | —                 | —                  | 2.149           | 27,20               |
| 1961-62   | Wilt Chamberlain (3)  | P    | Philadelphia Warriors               | 80               | —                 | —                  | 2.052           | 25,65               |
| 1962-63   | Wilt Chamberlain (4)  | P    | San Francisco Warriors              | 80               | —                 | —                  | 1.946           | 24,32               |
| 1963-64   | Bill Russell (3)      | P    | Boston Celtics                      | 78               | —                 | —                  | 1.930           | 24,74               |
| 1964-65   | Bill Russell (4)      | P    | Boston Celtics                      | 78               | —                 | —                  | 1.878           | 24,08               |
| 1965-66   | Wilt Chamberlain (5)  | P    | Philadelphia 76ers                  | 79               | —                 | —                  | 1.943           | 24,59               |
| 1966-67   | Wilt Chamberlain (6)  | P    | Philadelphia 76ers                  | 81               | —                 | —                  | 1.957           | 24,16               |
| 1967-68   | Wilt Chamberlain (7)  | P    | Philadelphia 76ers                  | 82               | —                 | —                  | 1.952           | 23,80               |
| 1968-69   | Wilt Chamberlain (8)  | P    | Los Angeles Lakers                  | 81               | —                 | —                  | 1.712           | 21,14               |
| 1969-70   | Elvin Hayes (1)       | P    | San Diego Rockets                   | 82               | —                 | —                  | 1.386           | 16,90               |
| 1970-71   | Wilt Chamberlain (9)  | P    | Los Angeles Lakers                  | 82               | —                 | —                  | 1.493           | 18,21               |
| 1971-72   | Wilt Chamberlain (10) | P    | Los Angeles Lakers                  | 82               | —                 | —                  | 1.572           | 19,17               |
| 1972-73   | Wilt Chamberlain (11) | P    | Los Angeles Lakers                  | 82               | —                 | —                  | 1.526           | 18,61               |
| 1973-74   | Elvin Hayes (2)       | AP   | Capital Bullets                     | 81               | 354               | 1.109              | 1.463           | 18,06               |
| 1974-75   | Wes Unseld            | P/AP | Washington Bullets                  | 73               | 318               | 759                | 1.077           | 14,75               |
| 1975-76   | Kareem Abdul-Jabbar   | P    | Los Angeles Lakers                  | 82               | 272               | 1.111              | 1.383           | 16,87               |
| 1976-77   | Bill Walton           | P/AP | Portland Trail Blazers              | 65               | 211               | 723                | 934             | 14,37               |
| 1977-78   | Truck Robinson        | P/AP | New Orleans Jazz                    | 82               | 298               | 990                | 1.288           | 15,71               |
| 1978-79   | Moses Malone (1)      | P/AP | Houston Rockets                     | 82               | 587               | 857                | 1.444           | 17,61               |
| 1979-80   | Swen Nater            | P    | San Diego Clippers                  | 81               | 352               | 864                | 1.216           | 15,01               |
| 1980-81   | Moses Malone (2)      | P/AP | Houston Rockets                     | 80               | 474               | 706                | 1.180           | 14,75               |
| 1981-82   | Moses Malone (3)      | P/AP | Houston Rockets                     | 81               | 558               | 630                | 1.188           | 14,67               |
| 1982-83   | Moses Malone (4)      | P/AP | Philadelphia 76ers                  | 78               | 445               | 749                | 1.194           | 15,31               |
| 1983-84   | Moses Malone (5)      | P/AP | Philadelphia 76ers                  | 71               | 352               | 598                | 950             | 13,38               |
| 1984-85   | Moses Malone (6)      | P/AP | Philadelphia 76ers                  | 79               | 385               | 646                | 1.031           | 13,05               |
| 1985-86   | Bill Laimbeer         | P    | Detroit Pistons                     | 82               | 305               | 770                | 1.075           | 13,11               |
| 1986-87   | Charles Barkley       | AP   | Philadelphia 76ers                  | 68               | 390               | 604                | 994             | 14,62               |
| 1987-88   | Michael Cage          | AP/P | Los Angeles Clippers                | 72               | 371               | 567                | 938             | 13,03               |
| 1988-89   | Hakeem Olajuwon (1)   | P    | Houston Rockets                     | 82               | 338               | 767                | 1.105           | 13,48               |
| 1989-90   | Hakeem Olajuwon (2)   | P    | Houston Rockets                     | 82               | 299               | 850                | 1.149           | 14,01               |
| 1990-91   | David Robinson        | P    | San Antonio Spurs                   | 82               | 335               | 728                | 1.063           | 12,96               |
| 1991-92   | Dennis Rodman (1)     | AP   | Detroit Pistons                     | 82               | 523               | 1.007              | 1.530           | 18,66               |
| 1992-93   | Dennis Rodman (2)     | AP   | Detroit Pistons                     | 62               | 367               | 765                | 1.132           | 18,26               |
| 1993-94   | Dennis Rodman (3)     | AP   | San Antonio Spurs                   | 79               | 453               | 914                | 1.367           | 17,30               |
| 1994-95   | Dennis Rodman (4)     | AP   | San Antonio Spurs                   | 49               | 274               | 549                | 823             | 16,80               |
| 1995-96   | Dennis Rodman (5)     | AP   | Chicago Bulls                       | 64               | 356               | 596                | 952             | 14,88               |
| 1996-97   | Dennis Rodman (6)     | AP   | Chicago Bulls                       | 55               | 320               | 563                | 883             | 16,05               |
| 1997-98   | Dennis Rodman (7)     | AP   | Chicago Bulls                       | 80               | 421               | 780                | 1.201           | 15,01               |
| 1998-99   | Chris Webber          | AP/P | Sacramento Kings                    | 42               | 149               | 396                | 545             | 12,98               |
| 1999-00   | Dikembe Mutombo (1)   | P    | Atlanta Hawks                       | 82               | 304               | 853                | 1.157           | 14,11               |
| 2000-01   | Dikembe Mutombo (2)   | P    | Atlanta Hawks Philadelphia 76ers    | 75               | 307               | 708                | 1.015           | 13,53               |
| 2001-02   | Ben Wallace (1)       | P/AP | Detroit Pistons                     | 80               | 318               | 721                | 1.039           | 12,99               |
| 2002-03   | Ben Wallace (2)       | P/AP | Detroit Pistons                     | 73               | 293               | 833                | 1.126           | 15,42               |
| 2003-04   | Kevin Garnett (1)     | AP   | Minnesota Timberwolves              | 82               | 245               | 894                | 1.139           | 13,89               |
| 2004-05   | Kevin Garnett (2)     | AP   | Minnesota Timberwolves              | 82               | 247               | 861                | 1.108           | 13,51               |
| 2005-06   | Kevin Garnett (3)     | AP   | Minnesota Timberwolves              | 76               | 214               | 752                | 966             | 12,71               |
| 2006-07   | Kevin Garnett (4)     | AP   | Minnesota Timberwolves              | 76               | 183               | 792                | 975             | 12,83               |
| 2007-08   | Dwight Howard (1)     | P    | Orlando Magic                       | 82               | 279               | 882                | 1.161           | 14,16               |
| 2008-09   | Dwight Howard (2)     | P    | Orlando Magic                       | 79               | 336               | 757                | 1.093           | 13,84               |
| 2009-10   | Dwight Howard (3)     | P    | Orlando Magic                       | 82               | 284               | 798                | 1.082           | 13,20               |
| 2010-11   | Kevin Love            | AP/P | Minnesota Timberwolves              | 73               | 330               | 782                | 1.112           | 15,23               |
| 2011-12   | Dwight Howard (4)     | P    | Orlando Magic                       | 54               | 200               | 585                | 785             | 14,54               |
| 2012-13   | Dwight Howard (5)     | P    | Los Angeles Lakers                  | 76               | 251               | 694                | 945             | 12,43               |
| 2013-14   | DeAndre Jordan (1)    | P    | Los Angeles Clippers                | 82               | 331               | 783                | 1.114           | 13,59               |
| 2014-15   | DeAndre Jordan (2)    | P    | Los Angeles Clippers                | 82               | 397               | 829                | 1.226           | 14,95               |
| 2015-16   | Andre Drummond (1)    | P    | Detroit Pistons                     | 81               | 395               | 803                | 1.198           | 14,79               |
| 2016-17   | Hassan Whiteside      | P    | Miami Heat                          | 77               | 293               | 795                | 1.088           | 14,13               |
| 2017-18   | Andre Drummond (2)    | P    | Detroit Pistons                     | 78               | 399               | 848                | 1.247           | 15,99               |
| 2018-19   | Andre Drummond (3)    | P    | Detroit Pistons                     | 79               | 423               | 809                | 1.232           | 15,59               |
| 2019-20   | Andre Drummond (4)    | P    | Detroit Pistons/Cleveland Cavaliers | 57               | 250               | 614                | 864             | 15,16               |
| 2020-21   | Clint Capela          | P    | Atlanta Hawks                       | 63               | 297               | 606                | 903             | 14,33               |
| 2021-22   | Rudy Gobert           | P    | Utah Jazz                           | 66               | 241               | 727                | 968             | 14.67               |
| 2022-23   | Domantas Sabonis (1)  | AP/P | Sacramento Kings                    | 79               | 251               | 722                | 973             | 12.32               |
| 2023-24   | Domantas Sabonis (2)  | AP/P | Sacramento Kings                    | 82               | 294               | 826                | 1120            | 13.66               |
| 2024-25   | Domantas Sabonis (3)  | AP/P | Sacramento Kings                    | 70               | 267               | 705                | 972             | 13.89               |

## Los más galardonados
| Pos. | Jugador          | Equipo                                                                                             | N.º veces líder | Temporadas                                                       |
| ---- | ---------------- | -------------------------------------------------------------------------------------------------- | --------------- | ---------------------------------------------------------------- |
| 1    | Wilt Chamberlain | Philadelphia Warriors/San Francisco Warriors (4) / Philadelphia 76ers (3) / Los Angeles Lakers (4) | 11              | 1960, 1961, 1962, 1963, 1966, 1967, 1968, 1969, 1971, 1972, 1973 |
| 2    | Dennis Rodman    | Detroit Pistons (2) / San Antonio Spurs (2) / Chicago Bulls (3)                                    | 7               | 1992, 1993, 1994, 1995, 1996, 1997, 1998                         |
| 3    | Moses Malone     | Houston Rockets (3) / Philadelphia 76ers (3)                                                       | 6               | 1979, 1981, 1982, 1983, 1984, 1985                               |
| 4    | Dwight Howard    | Orlando Magic (4) / Los Angeles Lakers (1)                                                         | 5               | 2008, 2009, 2010, 2012, 2013                                     |
| 5    | Kevin Garnett    | Minnesota Timberwolves                                                                             | 4               | 2004, 2005, 2006, 2007                                           |
| 5    | Bill Russell     | Boston Celtics                                                                                     | 4               | 1958, 1959, 1964, 1965                                           |
| 5    | Andre Drummond   | Detroit Pistons (3) / Cleveland Cavaliers (1)                                                      | 4               | 2016, 2018, 2019, 2020                                           |
| 8    | Domantas Sabonis | Sacramento Kings                                                                                   | 3               | 2023, 2024, 2025                                                 |
| 9    | Elvin Hayes      | San Diego Rockets (1) / Capital Bullets (1)                                                        | 2               | 1970, 1974                                                       |
| 9    | DeAndre Jordan   | Los Angeles Clippers                                                                               | 2               | 2014, 2015                                                       |
| 9    | Dikembe Mutombo  | Atlanta Hawks (1) / Philadelphia 76ers (1)                                                         | 2               | 2000, 2001                                                       |
| 9    | Hakeem Olajuwon  | Houston Rockets                                                                                    | 2               | 1989, 1990                                                       |
| 9    | Ben Wallace      | Detroit Pistons                                                                                    | 2               | 2002, 2003                                                       |

* En negrita, los jugadores en activo.